# Anton Ulrih - Kristl
Anton (Tone) Ulrih - Kristl se je rodil 26. novembra leta 1916 v Pesju pri Velenju kot osmi (najmlajši) otrok očetu Mihaelu in materi Elizabeti. Osnovno šolo je obiskoval v Škalah, Meščansko šolo v Šoštanju, ki jo je uspešno končal 1932. Leta 1934 se je vpisal na dvoletno Banovinsko vinarsko in sadjarsko šolo v Mariboru. Kmetijsko šolo je končal leta 1936. Po odsluženju vojaškega roka v Požarevcu je spomladi leta 1940 končal še enoletno Zadružno šolo v Ljubljani.  Ves čas je bil tudi član pevskega zbora v društvu Zarja v Pesju in glasbenik v Rudarski godbi. Anton (Tone) je dobil službo v Konzumni zadrugi rudarjev. Ob spolšni mobilizaciji marca 1941 je bil vpoklican k vojakom. Po kapitulaciji Jugoslavije se je vrnil domov in kmalu začel z organiziranim odporom.  Tako je bilo do konca vojne.
Po vojni je bil najprej zaposlen na predsedstvu vlade v Ljubljani, po končanem višjem ekonomskem tečaju v Beogradu je dobil delo na Ministrstvu za kmetijstvo Ljudske republike Slovenije. Decembra 1952 so Toneta Ulriha - Kristla imenovali za predsednika Okrajnega ljudskega odbora Šoštanj. Od tu so ga septembra 1955 poslali za upravnika podružnice Okrajnega zavoda za socialno zavarovanje  v Slovenskih Konjicah, leto kasneje pa je postal sekretar občinskega komiteja ZKS Lenart. Septembra 1956 je prevzel mesto tajnika in podpredsednika OZZ Maribor, nato mesto predsednika Občinskega ljudskega odbora Maribor Košaki. Od leta 1961 do 1964 je bil direktor Tovarne Zlatorog Maribor.
Tone Ulrih je bil tudi ljudski poslanec Skupščine ljudske republike Slovenije in član sveta republike Slovenije. Poročen je bil s prvoborko in družbeno delavko Elo Ulrih - Ateno (1925-2009), s katero je imel dva sinova, Vasjo (* 1946, restavrator, slikar, kipar, operni pevec) in Mitjo.  7. julija leta 1983 je bil imenovan za častnega krajana KS Pesje (na praznik Krajevne skupnosti Pesje v spomin na napisno akcijo leta 1941). Umrl je 6. avgusta 1993.